# Saison 1975-1976 de la LHOu
Saison précédente Saison suivante
La saison 1975-1976 est la 10e saison de hockey sur glace de la Ligue de hockey de l'Ouest du Canada, maintenant connu sous le nom de Ligue de hockey de l'Ouest. Les Bruins de New Westminster remporte une deuxième Coupe du Président consécutive en battant en finale les Blades de Saskatoon.  

## Saison régulière
Avant le début de la saison, annonce qu'elle augmente à 72 le nombre de parties disputé par ses équipes alors que les équipes en jouait 70 par le passé. 

### Classement
| Division Est           | PJ | V  | D  | N  | Pts | BP  | BC  |
| ---------------------- | -- | -- | -- | -- | --- | --- | --- |
| Blades de Saskatoon    | 72 | 43 | 19 | 10 | 96  | 390 | 269 |
| Wheat Kings de Brandon | 72 | 34 | 30 | 8  | 76  | 341 | 303 |
| Broncos de Lethbridge  | 72 | 28 | 35 | 9  | 65  | 293 | 352 |
| Clubs de Winnipeg      | 72 | 27 | 39 | 6  | 60  | 302 | 378 |
| Pats de Regina         | 72 | 22 | 42 | 8  | 52  | 278 | 347 |
| Bombers de Flin Flon   | 72 | 18 | 44 | 10 | 46  | 279 | 441 |

| Division Ouest            | PJ | V  | D  | N  | Pts | BP  | BC  |
| ------------------------- | -- | -- | -- | -- | --- | --- | --- |
| Bruins de New Westminster | 72 | 54 | 14 | 4  | 112 | 463 | 247 |
| Chiefs de Kamloops        | 72 | 40 | 26 | 6  | 86  | 365 | 285 |
| Tigers de Medicine Hat    | 72 | 38 | 24 | 10 | 86  | 379 | 306 |
| Cougars de Victoria       | 72 | 37 | 28 | 7  | 81  | 343 | 320 |
| Oil Kings d'Edmonton      | 72 | 25 | 42 | 5  | 55  | 312 | 400 |
| Centennials de Calgary    | 72 | 22 | 45 | 5  | 49  | 284 | 381 |

### Meilleurs pointeurs
| Joueur          | Équipe          | PJ | B  | A   | Pts | Pun |
| --------------- | --------------- | -- | -- | --- | --- | --- |
| Bernie Federko  | Saskatoon       | 72 | 72 | 115 | 187 | 108 |
| Greg Carroll    | Medicine Hat    | 71 | 60 | 109 | 169 | 118 |
| Don Murdoch     | Medicine Hat    | 70 | 88 | 77  | 165 | 202 |
| Blair Chapman   | Saskatoon       | 69 | 71 | 86  | 157 | 67  |
| Fred Berry      | New Westminster | 72 | 59 | 87  | 146 | 164 |
| Rick Shinske    | New Westminster | 70 | 52 | 91  | 143 | 86  |
| Jim Gustafson   | Victoria        | 69 | 46 | 95  | 141 | 72  |
| Morris Lukowich | Medicine Hat    | 72 | 65 | 75  | 140 | 195 |
| Rich Gosselin   | Flin Flon       | 69 | 67 | 66  | 133 | 192 |
| Dale McMullin   | Brandon         | 72 | 56 | 74  | 130 | 28  |

## Séries éliminatoires
- Ronde préliminaire
- Les Tigers de Medicine Hat remportent leur séries face aux Oil Kings d'Edmonton par la marque de 4 victoires à 1.
- Les Cougars de Victoria remportent leur séries face aux Pats de Regina par la marque de 4 victoires à 1. Les deux équipes se sont également partagé une partie nulle.

|  | Quarts de finale          | Quarts de finale    |                           |   | Demi-finales | Demi-finales |  |  | Finale | Finale |
|  | Quarts de finale          | Quarts de finale    |                           |   | Demi-finales | Demi-finales |  |  | Finale | Finale |
|  |                           |                     |                           |   |              |              |  |  |        |        |
|  |                           |                     |                           |   |              |              |  |  |        |        |
|  |                           |                     |                           |   |              |              |  |  |        |        |
|  | Bruins de New Westminster | 5                   |                           |   |              |              |  |  |        |        |
|  | Bruins de New Westminster | 5                   |                           |   |              |              |  |  |        |        |
|  | Wheat Kings de Brandon    | 0                   |                           |   |              |              |  |  |        |        |
|  | Wheat Kings de Brandon    | 0                   | Bruins de New Westminster | 4 |              |              |  |  |        |        |
|  |                           |                     | Bruins de New Westminster | 4 |              |              |  |  |        |        |
|  |                           | Cougars de Victoria | 0                         |   |              |              |  |  |        |        |
|  | Cougars de Victoria       | Cougars de Victoria | 0                         | 3 |              |              |  |  |        |        |
|  | Cougars de Victoria       |                     |                           | 3 |              |              |  |  |        |        |
|  | Tigers de Medicine Hat    | 1                   |                           |   |              |              |  |  |        |        |
|  | Tigers de Medicine Hat    | 1                   | Bruins de New Westminster | 4 |              |              |  |  |        |        |
|  |                           |                     | Bruins de New Westminster | 4 |              |              |  |  |        |        |
|  |                           | Blades de Saskatoon | 2                         |   |              |              |  |  |        |        |
|  | Blades de Saskatoon       | Blades de Saskatoon | 2                         | 3 |              |              |  |  |        |        |
|  | Blades de Saskatoon       |                     |                           | 3 |              |              |  |  |        |        |
|  | Broncos de Lethbridge     | 1                   |                           |   |              |              |  |  |        |        |
|  | Broncos de Lethbridge     | 1                   | Blades de Saskatoon       | 4 |              |              |  |  |        |        |
|  |                           |                     | Blades de Saskatoon       | 4 |              |              |  |  |        |        |
|  |                           | Chiefs de Kamloops  | 2                         |   |              |              |  |  |        |        |
|  | Chiefs de Kamloops        | Chiefs de Kamloops  | 2                         | 3 |              |              |  |  |        |        |
|  | Chiefs de Kamloops        |                     |                           | 3 |              |              |  |  |        |        |
|  | Clubs de Winnipeg         | 1                   |                           |   |              |              |  |  |        |        |
|  | Clubs de Winnipeg         | 1                   |                           |   |              |              |  |  |        |        |

## Honneurs et trophées
- Champion de la saison régulière : Bruins de New Westminster.
- Trophée du Joueur le plus utile (MVP), remis au meilleur joueur : Bernie Federko, Blades de Saskatoon.
- Meilleur pointeur : Bernie Federko, Blades de Saskatoon.
- Trophée du meilleur esprit sportif : Blair Chapman, Blades de Saskatoon.
- Meilleur défenseur : Kevin McCarthy, Clubs de Winnipeg.
- Recrue de l'année : Steve Tambellini, Broncos de Lethbridge.
- Meilleur gardien : Carey Walker, Bruins de New Westminster.
- Meilleur entraîneur : Ernie McLean, Bruins de New Westminster.